# Congis-sur-Thérouanne
Congis-sur-Thérouanne település Franciaországban, Seine-et-Marne megyében. Lakosainak száma 1776 fő (2022. január 1.). Congis-sur-Thérouanne Le Plessis-Placy, Trocy-en-Multien, Varreddes, Étrépilly, Germigny-l’Évêque, Isles-les-Meldeuses, Lizy-sur-Ourcq és Mary-sur-Marne községekkel határos.

## Népesség
A település népességének változása:
| Lakosok száma | 1801 | 1777 | 1960 | 1768 | 1762 | 1762 | 1769 | 1772 | 1776 |
|               | 2013 | 2015 | 2016 | 2017 | 2018 | 2019 | 2020 | 2021 | 2022 |